# Henri Lécroart
Pour les articles homonymes, voir Lécroart.
Henri Lécroart, 刘钦明 [Liu Qin-ming], né le 4 novembre 1864 à Lille et mort le 17 août 1939 à Sien Hsien (Chine), est un jésuite français qui fut missionnaire en Chine.

## Biographie
Henri Lécroart poursuit ses études au collège Saint-Joseph de Lille, tenu par la compagnie de Jésus. Il entre dans la compagnie à l'âge de dix-neuf ans, le 28 novembre 1883, et fait son noviciat aux Pays-Bas à Gemert, puis étudie à Metz et à Enghien en Belgique (1888-1891). Il est nommé professeur d'anglais au collège Notre-Dame de Boulogne. Il est ordonné prêtre, le 28 août 1897, après des études à Enghien. Il est alors nommé professeur de religion au collège d'Amiens (1897-1898), et fait son troisième an à Castres. Il est nommé ensuite ministre et préfet de discipline à l'institut des arts mécaniques de Lille. En 1901, il est envoyé en Chine, alors que la révolte des Boxers vient juste de se terminer.
Le P. Lécroart est envoyé à la mission de We hien, dans la baie de Kiaoutchéou (1902-1912). Il y fait construire une grande église, consacrée en 1905, et fait de sa mission un centre important de chrétienté. De 1912 à 1917, il est ministre de la mission du Ho-kien méridional et du Sien-Hsien septentrional. Il devient consultateur en 1913.
Il est nommé en 1917 évêque titulaire d'Anchialus (de) et vicaire apostolique coadjuteur de Mgr Maquet, avec son accord, car celui-ci devenait trop diminué. Il est consacré le 7 février 1918 par Prosper Paris avec comme co-consécrateurs Paul-Marie Dumond et Giovanni Menicatti. Il fait immédiatement des tournées en grand appareil pour impressionner les villageois, mais il assure aussi une aide précieuse au moment des grandes inondations de ces années-là, ce qui le fait apprécier. Il ouvre un grand nombre d'écoles de catéchisme dans les villages et fait venir des congrégations religieuses pour venir en aide à la population. Ce sont les auxiliatrices du Purgatoire en 1921, les contemplatives du Précieux-Sang, en 1924, et aussi les sœurs hongroises de Notre-Dame de Kalocsa (pour la mission de Daming), en 1926. Il commence aussi la fondation d'une congrégation féminine chinoise, les sœurs de Notre-Dame-du-Purgatoire, qui seront érigées canoniquement, le 5 mai 1932.
De 1922 à 1923, il fait pour le Saint-Siège une visite canonique en Indochine, alors colonie française, mais il refuse de devenir délégué apostolique, préférant rester en Chine. Il part pour l'Europe en 1925-1926, d'abord pour une visite ad limina auprès de Pie XI qui se préoccupait de la Chine en proie à des troubles annonçant la guerre civile. Le pape consacre lui-même les six premiers évêques chinois de l'histoire en 1926. Mgr Lécroart poursuit son voyage en Autriche et en Hongrie à la recherche de nouveaux missionnaires. Il prépare une préfecture apostolique pour les jésuites autrichiens à King-Hsien et pour les jésuites hongrois à Ta-Ming.
C'est Mgr Lécroart qui prépare l'ouverture du procès de béatification des martyrs de la révolte des Boxers, de 1928 à 1933. Ils seront béatifiés entre 1946 et 1955 par Pie XII et canonisés en 2000 par Jean-Paul II.
Son vicariat se détache de trois parties : la préfecture de Yong-Nien, pour le clergé séculier en 1929, la préfecture de Daming en 1935 et celle de King-Hsien pour les jésuites en 1937. Sa santé s'altère gravement à partir de 1937 et il meurt en août 1939, alors qu'une partie du pays est occupée par l'armée japonaise.

## Succession apostolique
Henri Lécroart a ordonné les évêques suivants :
- Évêque Auguste Alphonse Pierre Haouisée, S.J. (1928)